# Alkalmazás (számítástechnika)

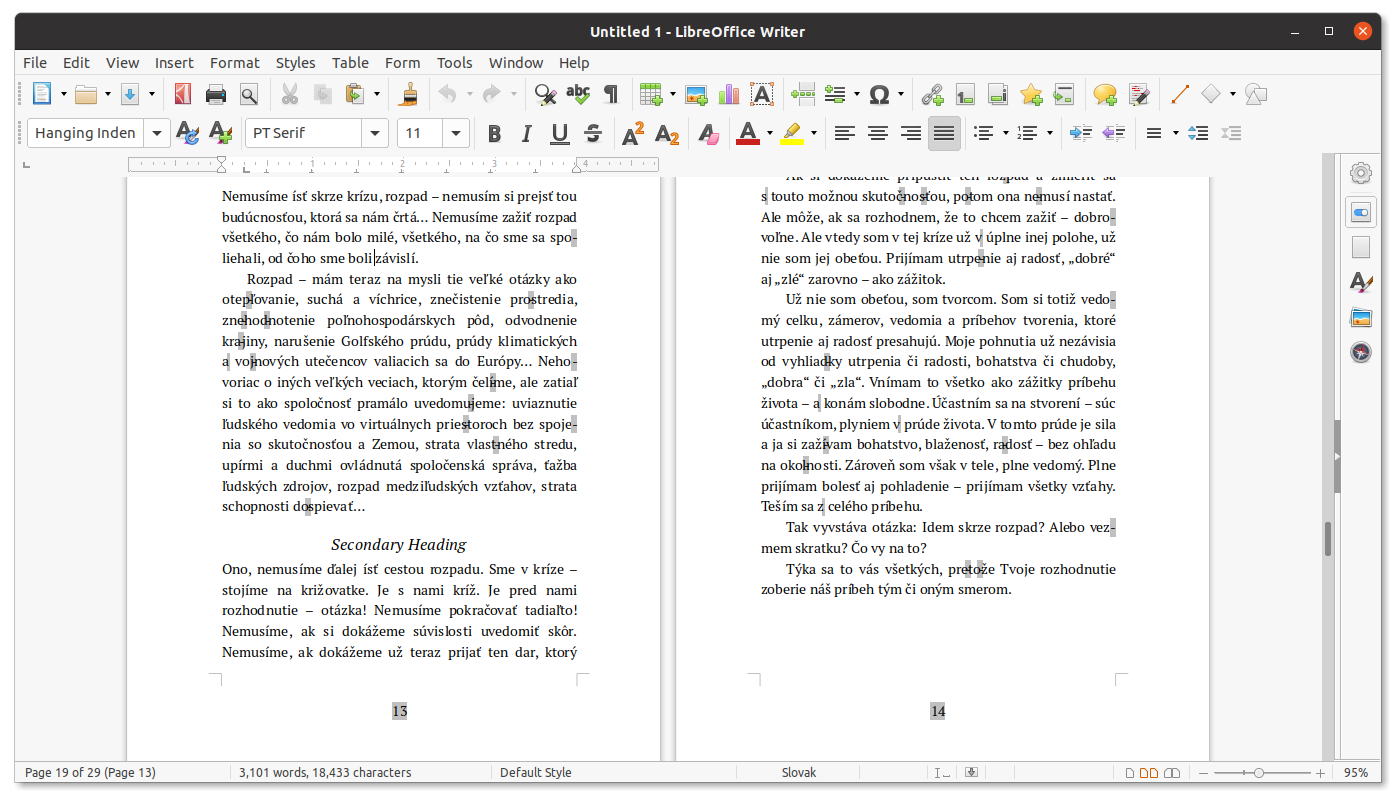
LibreOffice Writer

Az alkalmazás, idegen szóval applikáció vagy app (angol: application, app) egy számítógépes program, ami egy fordítóprogram segítségével készül el egy forráskódból. A számítógépes programok ezen elnevezése elsősorban a Windows operációs és felhasználói rendszerek magyar fordítógárdája munkája nyomán terjedt el.
Az alkalmazás egy program a számítógépen, amit egy feladat vagy feladatkör végrehajtására terveztek. Az alkalmazás lehet felhasználói, amit emberek számára terveztek, konkrét munkák megkönnyítésére szolgáló eszköz (pl. médiaszerkesztő programok, tervezői programok stb.), vagy háttérben futó alkalmazások, amik az operációs rendszer munkáját segítik vagy annak képességeit bővítik ki (pl. ütemezett feladatok).
A felhasználói alkalmazások között is megkülönböztethetünk munkára használt alkalmazásokat, szórakoztató alkalmazásokat (pl. médialejátszók) és olyan játékokat, amik az utóbbi 10 évben a hardvergyártás egyik húzóágazataként a számítógépek robbanásszerű fejlődését eredményezték.
Az alkalmazások a napjainkban egyeduralkodó digitális rendszerekben fizikailag egyesekből és nullákból álló számsorozatok, kódok, amiket a számítógép parancsok sorozataként értelmez, és feldolgoz.

## Alkalmazás platformok
Az alkalmazások egy hardveres és szoftveres környezetre (platform) épülhetnek. Ez alapján megkülönböztethetünk web-, asztali-, mobil- (Android, iOS, MIDP), beágyazott alkalmazásokat.